# Maxera brachypecten
Maxera brachypecten är en fjärilsart som beskrevs av George Francis Hampson 1926. Maxera brachypecten ingår i släktet Maxera och familjen nattflyn. Inga underarter finns listade i Catalogue of Life.